# Discografia di Angelo Branduardi
Questa pagina descrive la discografia di Angelo Branduardi.

## Album

### Album in studio
- 1974 - Angelo Branduardi (RCA Italiana, TPL-1 1004)
- 1975 - La luna (RCA Italiana, TPL-1 1060)
- 1976 - Alla fiera dell'est (Polydor, 2448 051; insignito dal premio della Critica Discografica Italiana)
- 1977 - La pulce d'acqua
- 1979 - Cogli la prima mela
- 1980 - Gulliver, la luna e altri disegni (Polydor; riedizione di La luna con reinterpretazione delle parti vocali e l'aggiunta di un brano)
- 1981 - Branduardi '81
- 1983 - Cercando l'oro
- 1983 - State buoni se potete (canzoni composte per il film omonimo)
- 1986 - Branduardi canta Yeats
- 1986 - Momo (musiche composte per il film omonimo di Johannes Schaaf)
- 1988 - Pane e rose
- 1988 - Secondo Ponzio Pilato (musiche composte per l'omonimo film di Luigi Magni)
- 1990 - Il ladro
- 1993 - Si può fare
- 1994 - Domenica e lunedì
- 1998 - Il dito e la luna (con i testi di Giorgio Faletti)
- 2000 - L'infinitamente piccolo (album dedicato a San Francesco d'Assisi in occasione del Giubileo)
- 2003 - Altro ed altrove - Parole d'amore dei popoli lontani
- 2011 - Così è se mi pare
- 2013 - Il rovo e la rosa - Ballate d'amore e morte
- 2019 - Il cammino dell'anima

#### SerieFuturo antico
- 1996 - Futuro antico I - e chominciamento di gioia
- 1999 - Futuro antico II - Sulle orme dei patriarchi
- 2002 - Futuro antico III - Mantova: La musica alla corte dei Gonzaga
- 2007 - Futuro antico IV - Venezia e il carnevale
- 2009 - Futuro antico V - Musica della Serenissima
- 2009 - Futuro antico VI - Roma e la festa di San Giovanni
- 2010 - Futuro antico VII - Il Carnevale Romano
- 2014 - Futuro antico VIII - Trentino - Musica alla corte dei Principi Vescovi

### Album dal vivo
- 1980 - Concerto (3 lp live, ristampato nel 1992 in doppio cd)
- 1996 - Camminando camminando
- 2009 - Senza spina - live acustico dal tour del 1986 con 3 inediti
- 2015 - Camminando camminando in tre - 16 brani registrati dal vivo con i musicisti Ellade Bandini e Maurizio Fabrizio

### Album in altre lingue
- 1979 - Highdown Fair (versione in inglese de Alla fiera dell'est) - testi inglesi di Peter Sinfield
- 1979 - A la foire de l'est (versione in francese de Alla fiera dell'est) - testi francesi di Etienne Roda-Gil
- 1979 - Fables and Fantasies (versione in inglese de La pulce d'acqua) - testi inglesi di Peter Sinfield
- 1979 - La demoiselle (versione in francese de La pulce d'acqua]) - testi francesi di Etienne Roda-Gil
- 1980 - Branduardi 74 (versione in inglese de Angelo Branduardi) - testi inglesi di Angelo Branduardi
- 1980 - Life is the only teacher (versione in inglese de Cogli la prima mela) - testi inglesi di Keith Christmas
- 1980 - Va où le vent te mène (versione in francese de Cogli la prima mela) - testi francesi di Etienne Roda-Gil
- 1981 - Branduardi 81 (versione in francese dell'album omonimo) - testi francesi di Etienne Roda-Gil
- 1983 - Tout l'or du monde (versione in francese de Cercando l'oro) - testi francesi di Etienne Roda-Gil
- 1988 - Du pain et des roses (versione in francese de Pane e rose) - testi francesi di Pierre Grosz
- 1993 - Ça se fait (versione in francese de Si può fare) - testi francesi di Pierre Grosz
- 1993 - Confesiones de un malandrin (raccolta con alcuni brani tradotti in spagnolo) - testi spagnoli di Carlos Toro
- 1994 - La menace (versione in francese de Domenica e lunedì) - testi francesi di Etienne Roda-Gil

### Raccolte
- 1977 - Incontro con Angelo Branduardi
- 1982 - Il mondo di Angelo Branduardi
- 1984 - Canzoni d'amore (raccolta)
- 1986 - Collezione (raccolta)
- 1986 - Collection (versione inglese de Collezione (raccolta)
- 1986 - Toujours (versione francese de Collezione (raccolta)
- 1991 - Confessioni di un malandrino. Il meglio di Angelo Branduardi (raccolta)
- 1992 - Musiche da film (raccolta)
- 1992 - Best Of (raccolta - riorchestrazioni)
- 1993 - Confesiones de un malandrin (raccolta) in spagnolo
- 1998 - Studio Collection
- 1998 - Angelo Branduardi best of in lingua francese
- 2003 - Ballerina
- 2005 - The Platinum Collection (3CD - raccolta e 1 inedito)
- 2006 - Angelo Branduardi DOC - Raccolta
- 2010 - Seine schönsten Hits - Raccolta edita in Germania
- 2012 - Camminando camminando 2 - Raccolta e 1 inedito studio
- 2013 - The Best of Angelo Branduardi - Raccolta edita in Germania
- 2015 - Best of - en français - Raccolta in francese con due inediti (testi di Carla Bruni)
- 2016 - Da Francesco a Francesco - Doppio album che contiene Futuro antico I e L'infinitamente piccolo

## EP
- 1988 - Angelo Branduardi - 1º aprile 1965 / Il primo della classe / Tango/Angelina (EP promozionale)
- 1992 - La pulce d'acqua / Cogli la prima mela / La luna (EP promozionale)

## Singoli
- 1974 - Re di speranza/Lentamente (RCA Italiana, TPBO 1002)
- 1975 - La luna/Tanti anni fa (RCA Italiana, TPBO 1141)
- 1976 - Il dono del cervo/Alla fiera dell'est (Polydor, 2060 131)
- 1977 - La pulce d'acqua/Il poeta di corte (Polydor, 2060 151)
- 1977 - Il marinaio/Ballo in fa diesis minore (Polydor, 2060 152)
- 1979 - Cogli la prima mela/Se tu sei cielo (Polydor, 2060 207)
- 1979 - Il signore di Baux/La strega (Polydor, 2060 209)
- 11 dicembre 1979 - Merry We Will Be/Lady (Polydor, 2060 215)
- 28 febbraio 1980 - Gulliver/Per creare i suoi occhi (Polydor, 2060 220)
- 1982 - Musica/L'amico (Polydor, 2060 259)
- 1983 - Vanità di vanità/Tema di Leonetta (Polydor, 885 388-7)
- 1983 - L'acrobata/L'isola (Ariola/Musiza, 106150-10)
- 1988 - Le premier de la classe/Barbe bleue (BMG Ariola, 112241)
- 1990 - Madame (leggi la mia mano)/Il ladro (BMG Ariola, 113662)
- 1992 - Ça se fait / Casanova (promozionale per il mercato francese)
- 1992 - Io brucio / Burning / Shades Of Blue (con Zachary Richard)
- 1993 - Puede hacerse / Si può fare (promozionale per il mercato spagnolo)
- 1993 - La pulga de agua (promozionale per il mercato spagnolo)
- 1993 - Il viaggiatore / Cambia il vento, cambia il tempo / Forte / Indiani (EP promozionale)
- 1994 - Fou de love (radio version)/Fou de love (album version) (EMI Italiana, SPCD 798562)
- 1994 - Domenica e lunedì/La Ragazza e l'eremita (EMI Italiana, SPCD 881911)
- 1994 - I santi (promozionale)
- 1996 - L'apprendista stregone (edit version)/L'apprendista stregone (promozionale)
- 1996 - Piccola canzone dei contrari (EMI Italiana, 020 1796672)
- 1998 - Il giocatore di biliardo
- 1998 - Per ogni matematico
- 1998 - Vita quotidiana di uno spettro
- 2000 - Il cantico delle creature / versione strumentale / versione karaoke
- 2000 - Il sultano di Babilonia e la prostituta / Zonnenlied (per il mercato Belga)
- 2003 - Laila Laila
- 2003 - Se Dio vorrà
- 2003 - La signora dai capelli neri ed il cacciatore (promozionale)
- 2011 - Rataplan (radio edit) singolo digitale, il testo del brano è di Giorgio Faletti
- 2020 - Kyrie (Signore abbi Pietà) melodia nata dalla citazione del Kyrie della “Missa Luba”, di tradizione congolese. Il testo è di Luisa Zappa

### Mix
- 2003 - Ballo in Fa diesis minore remix - Celtika Extended Vrs / Celtika Radio Edit / Italian Ghost Vrs / Gotika Vrs / Italian Renaissance (12" mix; con Roberto Giordana)
- 2006 - Laila Laila remix - Under Construction featuring Branduardi
- Genere: DANCE
- Laila Laila (Last Night radio mix)
- Laila Laila (Lediroifi Lean remix Xtd)
- Laila Laila (Mark O Lean Extended remix)
- Laila Laila (Last Night Extended remix)
- Laila Laila (Lediroifi Extended remix)
- ETICHETTA : MELODICA RECORDS - PRODUZIONE: STEFANO TIBILETTI (STEFANO DANI) - GIANNI NUZZI

## Collaborazioni
- 1970 - in La buona novella, di Fabrizio De André. Chitarra, come turnista.[1]
- 1971 - in La Bibbia de Il Rovescio della Medaglia. Turnista (non accreditato nelle note discografiche).
- 1976 - in Come in un'ultima cena del Banco del Mutuo Soccorso. Violino in Si dice che i delfini parlino. Cura inoltre la traduzione dei testi in inglese de As in the last supper che uscirà l'anno successivo per il mercato inglese.
- 1977 - in Samarcanda, di Roberto Vecchioni. Violino in Samarcanda, Due giornate fiorentine e L'ultimo spettacolo; flauto dolce in Samarcanda; violino elettrico in Blu(e) notte e Per un vecchio bambino
- 1978 - in Movimenti nel cielo, di Maurizio Fabrizio. Violino in brani vari.
- 1978 - La Carovana del Mediterraneo. Serie di concerti con altri artisti, tournée ripetuta poi nel 1980.
- 1979 - in Primo, di Maurizio Fabrizio. Violino nel brano Quando arriverà la neve.
- 1979 - in 1979 il concerto, album dedicato alla memoria di Demetrio Stratos Branduardi esegue Il funerale.
- 1986 - in Poets in New York, di vari autori. Interpretazione del brano Grido a Roma.
- 1990 - in ORME – 1990 (Le Orme). Nel disco suona il violino come ospite Angelo Branduardi nel brano 25 MAGGIO 1931.
- 1991 - in Racconti della tenda rossa, di Franco Mussida. Interpretazione del brano Radici di terra, con Fabio Concato e Franco Mussida-
- 1992 - in Camper, di Roberto Vecchioni. Voce e violino nel brano Samarcanda.
- 1992 - in Gara dei sogni, di Edoardo De Angelis. Interpretazione del brano Novalis, con Edoardo De Angelis.
- 1992 - in Snake bite love, di Zachary Richard. Interpretazione del brano Io brucio, con Zacary Richard.
- 1993 - in Il volo di Volodja, di vari autori. Interpretazione del brano L'ultimo poeta.
- 1994 - in Vatican Christmas, di vari autori. Interpretazione del brano Gaudete e personent hodie; voce nel brano Silent night.
- 1995 - in Le petit Arthur, di vari autori. Interpretazione del brano La rose des vents.
- 1996 - in Natale a Roma, di vari autori. Interpretazione del brano Coventry Carol.
- 1996 - in Fatto per un mondo migliore, di vari autori. Interpretazione del brano Te vojo ‘bene assaje, con Eugenio Finardi.
- 1997 - in Baccini and Best Friends, di Francesco Baccini. Interpretazione del brano Mani di forbice, con Francesco Baccini.
- 1997 - in ...e ora cosa mi resta di te, di Marco Di Mauro. Violino in Cantico d'amore.
- 1998 - in Excalibur - La legende des Celts, di vari autori. Interpretazione del brano L'appel de Galahad; violino nel brano Excalibur.
- 1998 - in Innamorandi, di autori vari. Interpretazione del brano Principessa.
- 1999 - in Cinema Concerto, di Ennio Morricone. Interpretazione dei brani Uccellacci Uccellini e Ricordare.
- 2000 - in ?! di Caparezza. Voce in La fitta sassaiola dell'ingiuria.
- 2000 - in Nonsense di Giorgio Faletti. Voce in La grande attrazione.
- 2000 - in Barones, dei Tenores di Neoneli con la collaborazione di vari artisti. Interpretazione del brano Ai cuddos, con Luciano Ligabue.
- 2000 - in L'infinitamente piccolo, Il sultano di Babilonia e la prostituta, cantata da Angelo Branduardi e Franco Battiato.
- 2000 - in L'infinitamente piccolo, Ο Σουλτάνος της Βαβυλώνας και η γυναίκα (Il sultano di Babilonia e la prostituta, versione greca) testo greco di Lina Nikolakopoulos, cantata da Angelo Branduardi e Lavrentis Mahairitsas.
- 2003 - in Gaia, di vari autori. Interpretazione del brano Bird Island.
- 2005 - in ...a Pierangelo Bertoli, di vari autori. Voce e violino nel brano Eppure soffia.
- 2007 - in Gran Galà per i 50 anni dello Zecchino D'Oro con i Manekà reinterpretando il brano Cane e gatto della storia dello Zecchino, a tempo di pizzica.
- 2009 - in Q.P.G.A. di Claudio Baglioni. Voce e violino nel brano Io ti prendo come mia sposa.